# Kabinková lanovka Tatranská Lomnica – Skalnaté pleso

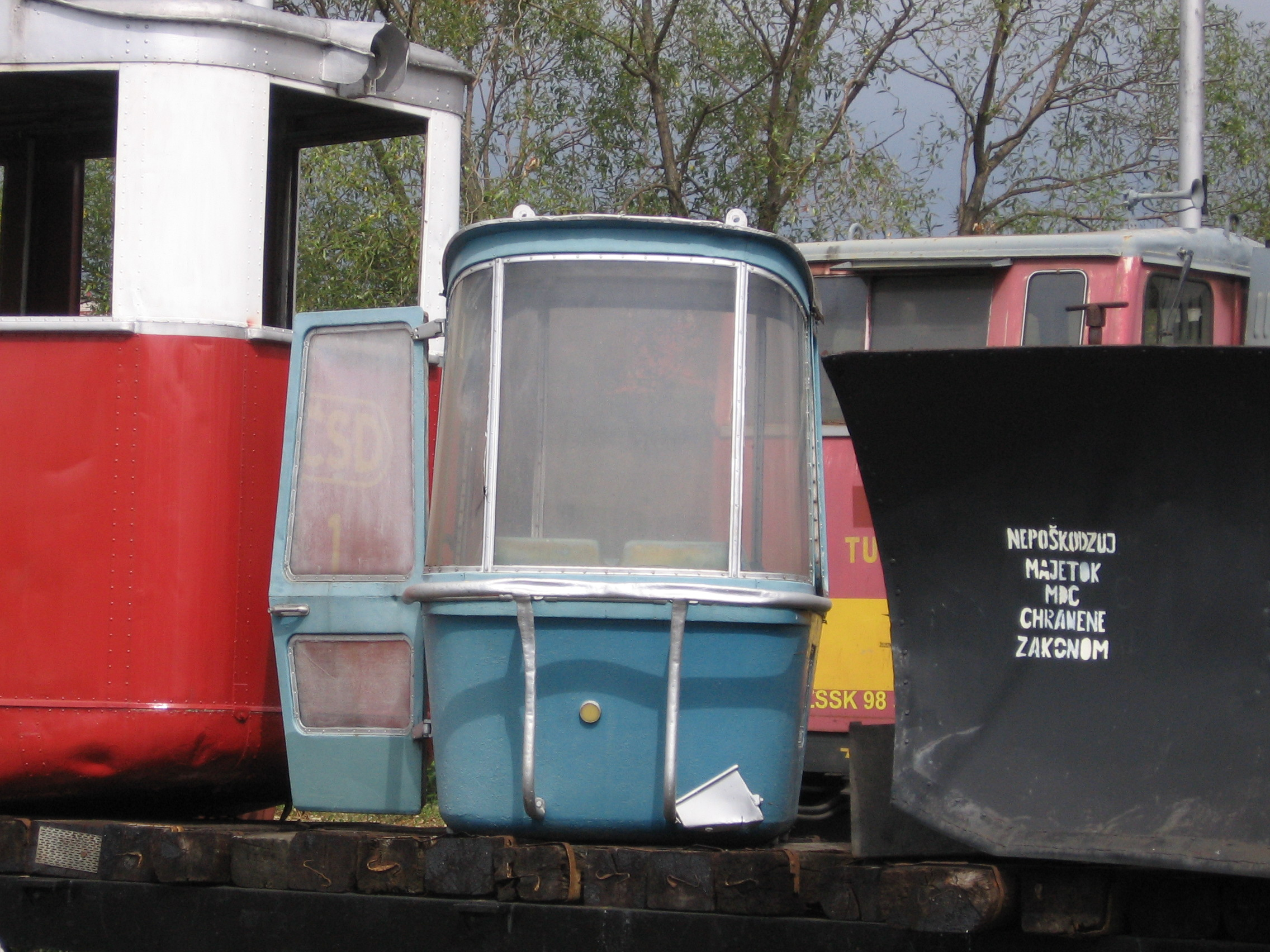
Kabinka původní kabinkové lanovky na Skalnaté pleso

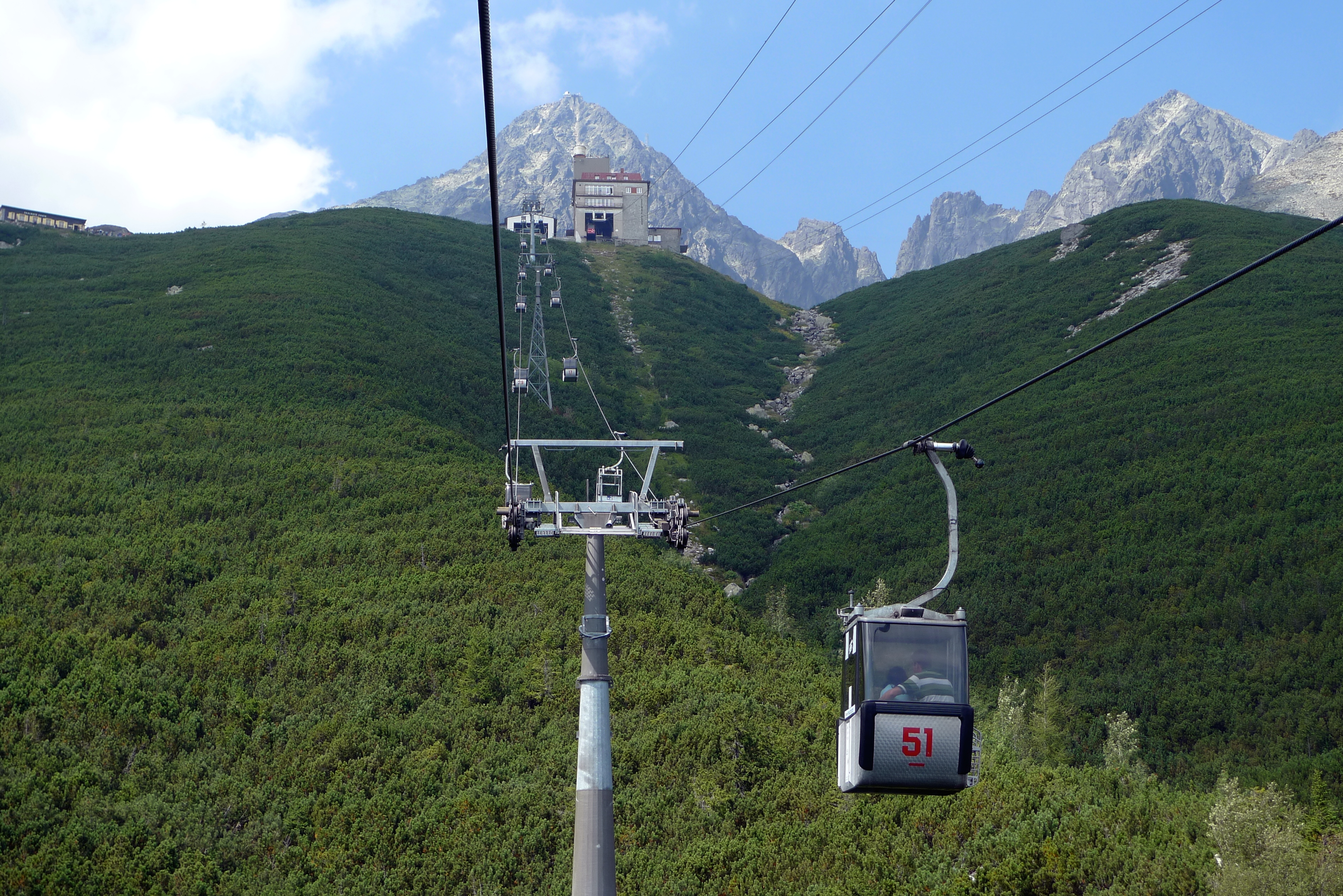
Lanovka, která vedla na Skalnaté pleso až do roku 2013.

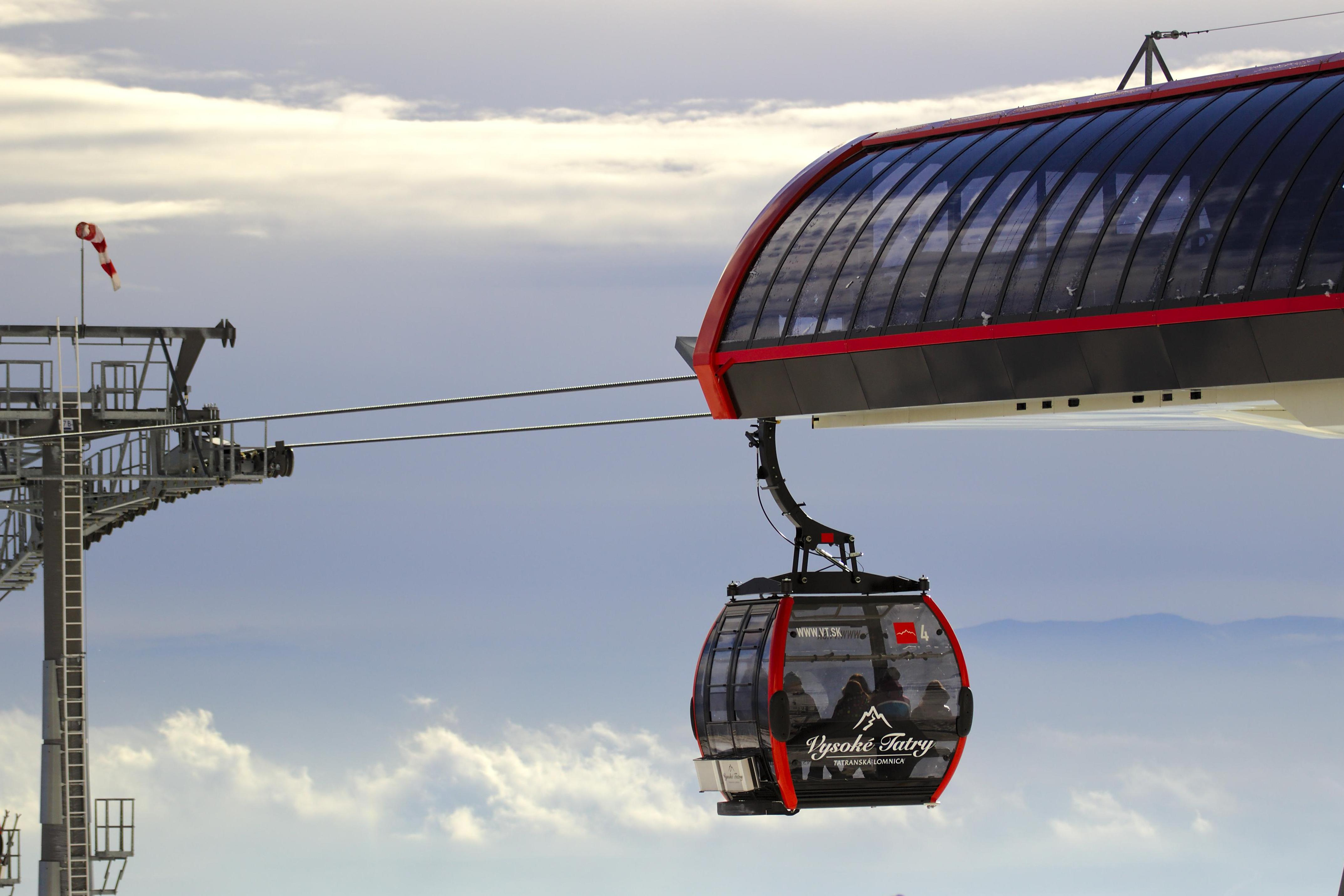
Nová lanovka na Skalnaté pleso.

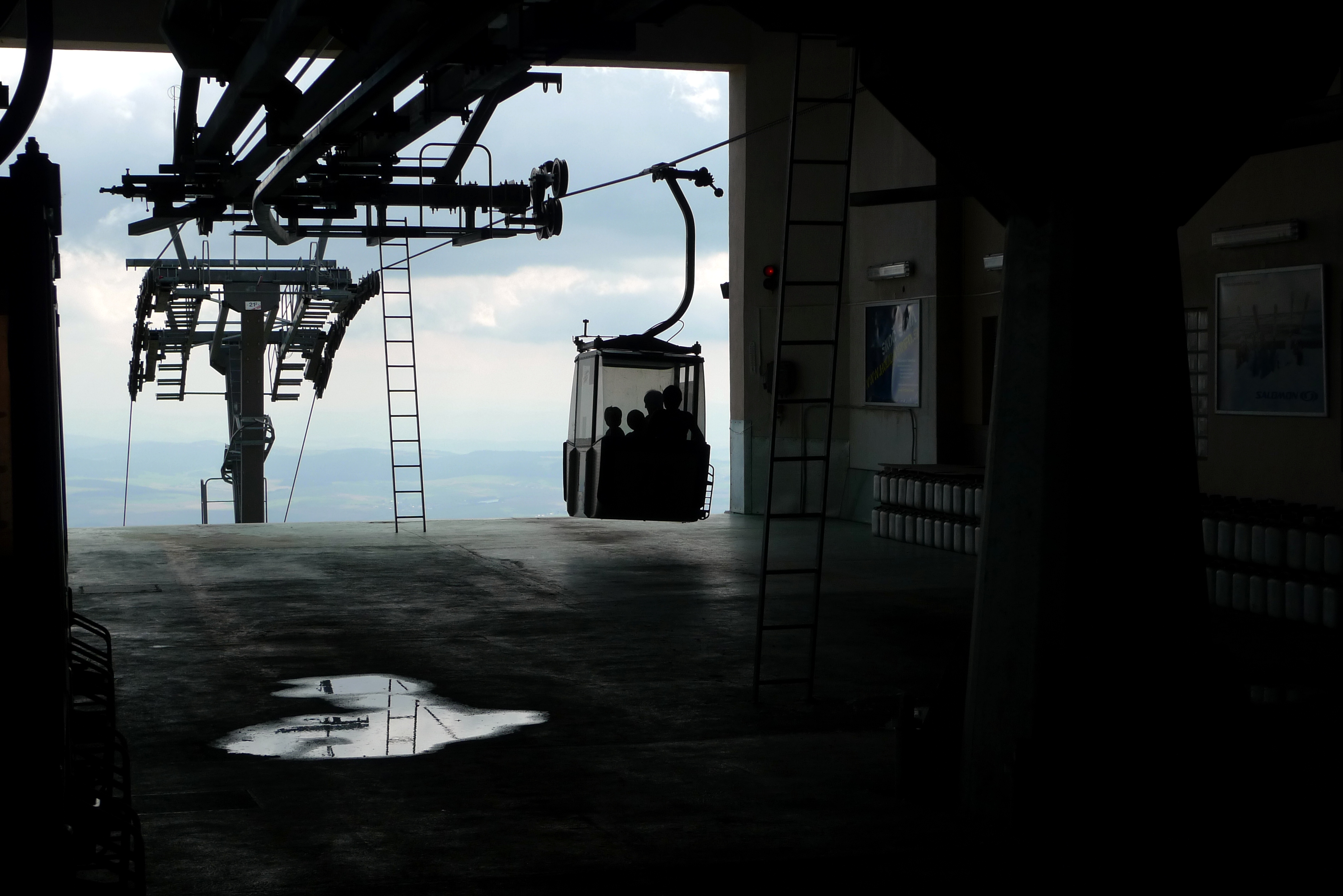
Původní stanice na Skalnatém plese.

Kabinková lanovka Tatranská Lomnica – Skalnaté pleso je lanovka ve Vysokých Tatrách. Byla vybudovaná v 70. letech 20. století. Její úsek mezi stanicemi Štart a Skalnaté pleso vede souběžně s původní visutou lanovkou Tatranská Lomnica – Lomnický štít. 

## Historie
Lanovka byla vybudovaná proto, aby doplnila přepravní kapacitu původní lanovky zejména kvůli zimní sezoně. Její provoz byl zahájen v roce 1973. Údolní stanice je o něco západněji než původní trasa a blíže k Cestě svobody. Po vážné nehodě v roce 1992 byla tato lanovka modernizována a sloužila až do roku 2013, kdy ji v úseku Štart - Skalnaté Pleso  nahradila nová 15místná.

## Provozní parametry
Kabinková lanovka překonává na 3682 metrech délky převýšení 869 metrů. Jízda trvá 12,5 minuty a přepravní kapacita je 900 osob za hodinu v jednom směru. Cestovní rychlost je 5 m/s, průměrný sklon 32 %, maximální sklon 56 %.